# الیدا فان در انکر-دودنز
الیدا فان در انکر-دودنز (انگلیسی: Alida van der Anker-Doedens; ۲۸ ژوئیهٔ ۱۹۲۲ – ۱ آوریل ۲۰۱۴) قایقران کایاک اهل پادشاهی هلند بود.